# At Last the 1948 Show

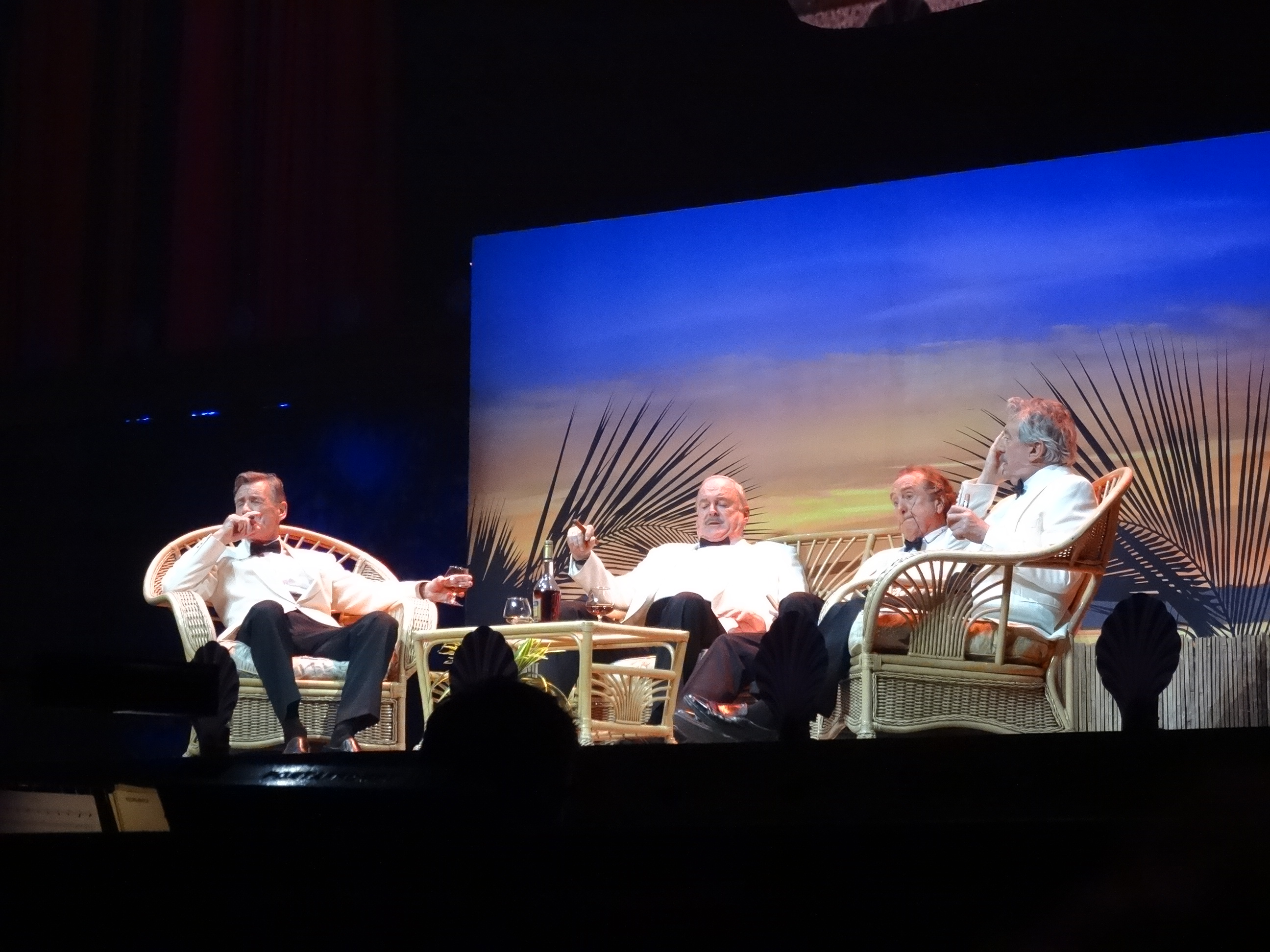
Sketchen "The Four Yorkshiremen", här från 2014.

At Last the 1948 Show är ett brittiskt satiriskt underhållningsprogram från 1967. Seriens upphovsmakare och programledare var Tim Brooke-Taylor, Graham Chapman, John Cleese, Marty Feldman och Aimi MacDonald. Regissör var Ian Fordyce och serien producerades av David Frosts produktionsbolag. Serien hade premiär på ITV den 15 februari 1967 och det sista avsnittet sändes den 7 november samma år. 

## Innehåll
Tidigare ansågs endast två avsnitt av serien vara bevarade, men flera saknade avsnitt har sedan lokaliserats, vilket gör att antalet kompletta avsnitt numera är elva av totalt tretton.
En känd sketch som först framfördes i denna serie är "The Four Yorkshiremen", där fyra män försöker överträffa varandra om vem som haft svårast barndom. Sketchen skrevs och framfördes av Cleese, Chapman, Brooke-Taylor och Feldman.
Serien kom till genom att Frost erbjöd Cleese, Chapman och Brooke-Taylor att spela huvudrollerna i ett sketchprogram. De föreslog då att ta med Feldman, som dittills verkat som komediförfattare. Serien överbryggade radioserien I'm Sorry, I'll Read That Again (1964-1973) och TV-serien Monty Pythons flygande cirkus (1969–1974), den ledde också till Feldmans egen TV-serie Marty (där även Tim Brooke-Taylor medverkade), som sändes 1968-1969.
Flera sketcher i serien kom från Cambridge Footlights Revue 1963, som hade titeln Cambridge Circus och en del av dem användes återigen i Konsten att irritera folk, Monty Pythons flygande cirkus, Monty Pythons Fliegender Zirkus och i Pythons olika scenshower. 
Monty Pythons catch phrase "And now for something completely different" (Och nu över till något helt annat), har sitt ursprung i At Last 1948 Show, där den uttalades av Aimi MacDonald. 
Programmet hade ingen koppling till året 1948, titeln var en drift med tv-chefernas tendens att vackla i stor utsträckning kring att ta beslut gällande vad som skulle sändas. Serien spelades in i vad som nu är Fountain Studios i Wembley Park i Wembley.
Serien hade flera gäster som medverkade i de olika sketcherna, däribland Barry Cryer, Bill Oddie, Christine Rodgers, Eric Idle, Jo Kendall, Mary Maude och Ronnie Corbett.